# Conexant

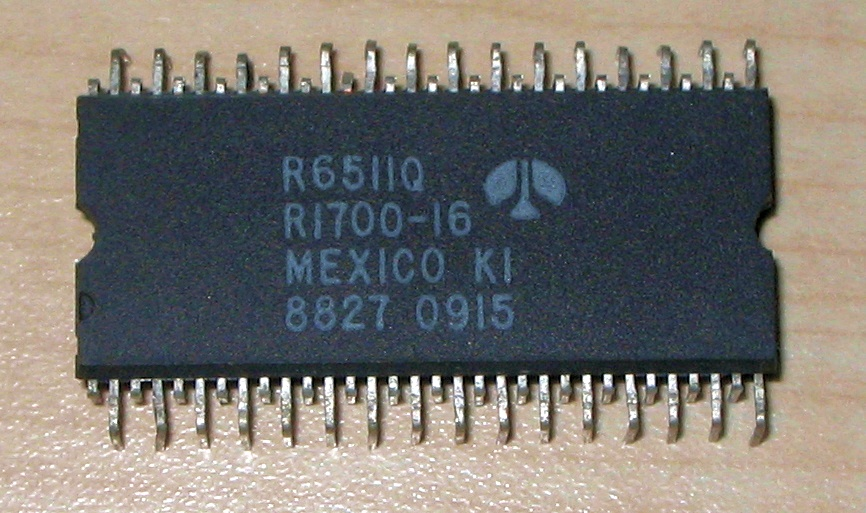
Microcontrolador Rockwell R6511 basado en MOS 6502.

Conexant Systems Inc. (NASDAQ: CNXT) fue una empresa estadounidense de semiconductores, que anteriormente era conocida como Rockwell Semiconductor al ser la división de semiconductores de Rockwell International.

## Historia
En 1971 Rockwell International crea su Microelectronics Division (División de Microelectrónica) para entrar en el negocio de los microprocesadores y la microelectrónica en general. En 1977 pasa a llamarse Electronic Devices Division y con su R6502 se convierte en el mayor fabricante de microprocesadores MOS 6502. Mucha gente por entonces atribuye equivocadamente a Rockwell la autoría del 6502
En 1982 vuelve a cambiar de nombre a Semiconductor Products Division. 1990 trae un nuevo cambio de nombre (Digital Communications Division) y el traslado de sus oficinas centrales a Newport Beach, California. En 1995 pasa a denominarse Rockwell Semiconductor Systems y se centra en los sistemas multimedia y de comunicaciones inalámbricas.
En 1996 su casa matriz Rockwell International vende sus negocios militares y aeroespaciales, mientras que Rockwell Semiconductor adquiere en septiembre la Brooktree Corporation (famosa por sus chipsets para tarjeta sintonizadora de televisión como los Bt848 y Bt878). En mayo de 1997 adquiere el negocio de chipsets de banda ancha Hi-Media de ComStream corporation.
En 1998 se anuncia que Rockwell Semiconductor va a pasar a ser una compañía independiente : Conexant Systems, Inc que integrará el negocio nativo de Rockwell Semiconductor (fabrica chips para módem, fax módem, DSL, GSM y CDMA) y las dos últimas adquisiciones. Será la última separación de Rockwell International. En enero de 1999 Conexant Systems comienza a cotizar como compañía independiente.
El 29 de abril de 2008 Conexant vende su unidad de procesadores para medios de comunicación de banda ancha (Broadband Media Processing unit), que suministra componentes al mercado de los decodificadores de televisión a NXP Semiconductors.

## Líneas de Productos

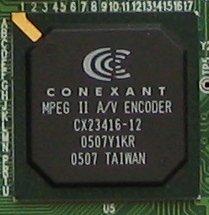
Conexant MPEGII encoder chip

Conexant es uno de los principales proveedores del mundo de procesadores para módems y sistemas de llamada, presentes en modems, dispositivos de Fax, ATMs, lectoras de tarjetas de crédito, etc. Incluso hoy Conexant mantiene la mayoría del mercado de módems pues casi todos llevan sus soluciones Softmodem sobre los estándares HCF y HSF.
Tras la compra de Brooktree,  entró en el segmento de los decodificadores de televisión y conversión de vídeo y ahora proporciona la mayoría de DSPs para sintonizadoras de TV tanto para ordenadores como para grabadores de vídeo personales
En 2003 se fusionó con GlobespanVirata, un proveedor líder de Digital Subscriber Line (DSL), redes inalámbricas (Wi-Fi), y otras soluciones de banda ancha. GlobespanVirata trajo tecnologías que han dado a la compañía la posibilidad de una mayor integración de acceso de banda ancha con dispositivos de medios digitales para que sirviera de puerta de enlace para la información y el entretenimiento en el hogar.
En 2004 compra Amphion Semiconductor (una empresa con sede en Belfast, Reino Unido) por sus tecnologías H.264 y VC1. Broadcom, su principal rival, había comprado tácticamente Sandvideo que se convirtió en la principal fuente de Conexant de tecnologías H.264 para el emergente mercado HDTV. Su compra de Amphion Semiconductor le ha permitido asegurar su futuro en el mercado de Alta Definición y más allá.
Conexant es ahora fabless desde que transfirió  sus fabs a Jazz Semiconductor al crearla como compañía independiente en 2002. Utiliza fundiciones de terceros para fabricar sus productos.

## Oficinas
La sede central de Conexant está situada en Newport Beach, California, y tiene centros de investigación y desarrollo en San Diego (California);  Red Bank, Nueva Jersey; Austin, Texas; Bristol, Reino Unido; Sophia Antípolis, Francia; India (Pune, Hyderabad y NOIDA), China (Shanghái, Chengdu, Pekín, Shenzhen), Taiwán (Taipéi) y varias oficinas de ventas por todo el mundo.

## Competidores
- TI
- Broadcom
- STM
- Infineon
- Freescale